# Demons (Zvezdna vrata SG-1)
Demons je naslov epizode znanstveno-fantastične serije Zvezdna vrata, v kateri SG-1 prispe v srednjeveško vasico, kjer pred nemilo usodo rešijo mladenko Mary, ki so jo prebivalci pustili privezano na drog. Vaški pater Simon, ki je Maryjin prijatelj, razloži, da je Mary izbrana, da se žrtvuje za demona, ki ustrahuje njihovo vasico. Cerkev jo je izbrala zaradi njene bolezni, ki si jo dostojanstveniki napačno razlagajo kot obsedenost s hudičem. Ko demon ugotovi, da mu prebivalci niso namenili žrtve, postavi nove grozilne zahteve.